# فلوريان شتورم
فلوريان شتورم (بالألمانية: Florian Sturm)‏ (6 مايو 1982 في النمسا - ) هو لاعب كرة قدم نمساوي في مركز الوسط. شارك مع منتخب النمسا تحت 21 سنة لكرة القدم. أما مع النوادي، فقد لعب مع رابيد فيينا وغرويتر فورت وفيرست فيينا وميلتون كينز دونز ونادي تيرول إنسبروك ونادي رييد ونادي فادوتس ونادي واكر إنسبروك وSV Wörgl ‏ ونادي تيرول وSchwarz-Weiß Bregenz ‏ وSchwarz-Weiß Bregenz ‏.

## وصلات خارجية
- فلوريان شتورم على موقع قاعدة بيانات كرة القدم.إي يو (الإنجليزية)
- فلوريان شتورم على موقع Soccerbase.com (لاعب) (الإنجليزية)